# Mistrzostwa Europy U-17 w Piłce Nożnej Kobiet 2024
Mistrzostwa Europy U-17 w Piłce Nożnej 2024 – piętnasty turniej Mistrzostw Europy U-17. Po raz pierwszy wydarzenie to rozgrywane było w Szwecji. Rozpoczęło się ono 5 maja, a zakończyło 18 maja 2024 roku.
W turnieju mogły wystąpić jedynie zawodniczki, które spełniały wymagania dotyczące wieku.
Turniej stanowił jednocześnie kwalifikacje do Mistrzostw Świata U-17 Kobiet na Dominikanie.

## Zakwalifikowane zespoły
Do finałowego turnieju zakwalifikowało się 8 drużyn. Oprócz Szwecji, która ma zapewniony start jako gospodarz, 7 innych zespołów uzyskało kwalifikację poprzez eliminacje.
| Reprezentacja   | Sposób kwalifikacji | Ostatni występ w ME U-19 | Najlepszy wynik w ME U-19            | Wynik        |
| --------------- | ------------------- | ------------------------ | ------------------------------------ | ------------ |
| Szwecja U-17    | gospodarz           | 2023                     | II miejsce (2013)                    | Faza grupowa |
| Francja U-17    | Zwycięzca grupy 1   | 2023                     | Mistrzostwo (2023)                   | IV miejsce   |
| Portugalia U-17 | Zwycięzca grupy 2   | 2019                     | Półfinał (2019)                      | Faza grupowa |
| Belgia U-17     | Zwycięzca grupy 3   | 2013                     | IV miejsce (2013)                    | Faza grupowa |
| Norwegia U-17   | Zwycięzca grupy 4   | 2022                     | Półfinał (2017)                      | Faza grupowa |
| Hiszpania U-17  | Zwycięzca grupy 5   | 2023                     | Mistrzostwo (2010, 2011, 2015, 2018) | Mistrz       |
| Anglia U-17     | Zwycięzca grupy 6   | 2023                     | III miejsce (2016), Półfinał (2023)  | II miejsce   |
| Polska U-17     | Zwycięzca grupy 7   | 2023                     | Mistrzostwo (2013)                   | III miejsce  |

## Miasta i stadiony
Dwa stadiony w dwóch miastach byli gospodarzami turnieju.
| Malmö            | Lund              |
| ---------------- | ----------------- |
| Malmö IP         | Klostergårdens IP |
| Pojemność: 7 600 | Pojemność: 8 560  |
|                  |                   |
| MalmöLund        |                   |

## Kwalifikacje
W kwalifikacjach wzięło udział 50 reprezentacji, podzielonych na dwie ligi po siedem lub sześć grup. Drużyny z Ligi A miały większe szanse na awans. Następnie w drugiej rundzie dochodziło do przetasowania grup na podstawie wyników. W drugiej rundzie najlepsi z ligi B, grali w lidze A o awans. Więcej informacji w artykule Mistrzostwa Europy U-17 w Piłce Nożnej Kobiet 2024 (eliminacje).

## Losowanie
Losowanie grup turnieju odbyło się 26 marca 2024 roku w Lund.

## Faza grupowa
Na podstawie:
Legenda
|  | Awans do fazy pucharowej. |

| Kryteria rozstrzygania kolejności zespołów w fazie grupowej |
| --- |
| Ranking drużyn w fazie grupowej ustalało się w następujący sposób: 1. Większa liczba punktów zdobytych we wszystkich meczach grupowych; 2. Większa liczba punktów zdobytych w meczach pomiędzy tymi drużynami; 3. Lepszy bilans zdobytych i straconych bramek w meczach pomiędzy tymi drużynami; 4. Większa liczba bramek zdobytych pomiędzy tymi drużynami; 5. Jeżeli po zastosowaniu kryteriów 1-4 pozostają drużyny, dla których nie rozstrzygnięto kolejności, kryteria 1-4 powtarza się z udziałem tylko tych drużyn, jeżeli kolejność jest nierozstrzygnięta, stosuje się dalsze punkty; 6. Lepszy bilans zdobytych i straconych bramek we wszystkich meczach grupowych; 7. Większa liczba bramek zdobytych we wszystkich meczach grupowych; 8. Klasyfikacja Fair Play turnieju finałowego: żółta kartka: −1 punkt; pośrednia czerwona kartka (druga żółta kartka): −3 punkty; bzpośrednia czerwona kartka: −3 punkty. 9. Współczynnik UEFA dla losowania rundy kwalifikacyjnej; 10. Losowanie. |

### Grupa A
| Lp. | Drużyna       | M | Mecze | Mecze | Mecze | Bramki | Bramki | Bramki | Pkt |
| Lp. | Drużyna       | M | W     | R     | P     | +      | −      | +/−    | Pkt |
| --- | ------------- | - | ----- | ----- | ----- | ------ | ------ | ------ | --- |
| 1.  | Anglia U-17   | 3 | 3     | 0     | 0     | 9      | 1      | +8     | 9   |
| 2.  | Francja U-17  | 3 | 2     | 0     | 1     | 11     | 3      | +8     | 6   |
| 3.  | Norwegia U-17 | 3 | 1     | 0     | 2     | 2      | 11     | −9     | 3   |
| 4.  | Szwecja U-17  | 3 | 0     | 0     | 3     | 3      | 10     | −7     | 0   |

| 5 maja 2024 13:00 CET | Anglia U-17 · Parkinson 6' · Harbert 12' · Brown 48' | 3:0(2:0)Raport | Norwegia U-17 | Klostergårdens IP, Lund Widzów: 257 Sędzia: Fabienne Michel |
|                       |                                                      |                |               |                                                             |

| 5 maja 2024 15:30 CET | Szwecja U-17 · Schröder 78' · Bartholdson 86' | 2:3(0:1)Raport | Francja U-17 · 18' Ebayilin · 53' Rouquet · 89' Adedini | Malmö IP, Malmö Widzów: 1 279 Sędzia: Martina Molinaro |
|                       |                                               |                |                                                         |                                                        |

| 8 maja 2024 15:30 CET | Norwegia U-17 | 0:8(0:4)Raport | Francja U-17 · 24' Gay · 26', 35' Bironien · 37' Chabod · 77', 88', 90+2' Adedini · 87' Tene | Malmö IP, Malmö Widzów: 152 Sędzia: Cansu Tiryaki |
|                       |               |                |                                                                                              |                                                   |

| 8 maja 2024 18:30 CET | Szwecja U-17 · Schröder 6' | 1:5(1:5)Raport | Anglia U-17 · 5' Oboavwoduo · 20' Junaid · 26', 29', 35' Fisher | Klostergårdens IP, Lund Widzów: 2 380 Sędzia: Michaela Pachtova |
|                       |                            |                |                                                                 |                                                                 |

| 11 maja 2024 15:30 CET | Norwegia U-17 · Broman 42' (sam.) · Ulstein 82' | 2:0(1:0)Raport | Szwecja U-17 | Malmö IP, Malmö Widzów: 673 Sędzia: Lotta Vuorio |
|                        |                                                 |                |              |                                                  |

| 11 maja 2024 15:30 CET | Francja U-17 | 0:1(0:0)Raport | Anglia U-17 · 81' Brown | Klostergårdens IP, Lund Widzów: 475 Sędzia: Miriama Bočková |
|                        |              |                |                         |                                                             |

### Grupa B
| Lp. | Drużyna         | M | Mecze | Mecze | Mecze | Bramki | Bramki | Bramki | Pkt |
| Lp. | Drużyna         | M | W     | R     | P     | +      | −      | +/−    | Pkt |
| --- | --------------- | - | ----- | ----- | ----- | ------ | ------ | ------ | --- |
| 1.  | Hiszpania U-17  | 3 | 3     | 0     | 0     | 9      | 0      | +9     | 9   |
| 2.  | Polska U-17     | 3 | 1     | 1     | 1     | 2      | 2      | 0      | 4   |
| 3.  | Portugalia U-17 | 3 | 1     | 1     | 1     | 2      | 4      | −2     | 4   |
| 4.  | Belgia U-17     | 3 | 0     | 0     | 3     | 0      | 7      | −7     | 0   |

| 6 maja 2024 15:30 CET | Polska U-17 · Związek 31' | 1:0(1:0)Raport | Belgia U-17 | Klostergårdens IP, Lund Widzów: 207 Sędzia: Miriama Bočková |
|                       |                           |                |             |                                                             |

| 6 maja 2024 18:30 CET | Hiszpania U-17 · Segura 69' · Cerrato 77', 82' (k) | 3:0(0:0)Raport | Portugalia U-17 | Malmö IP, Malmö Widzów: 213 Sędzia: Deborah Anex |
|                       |                                                    |                |                 |                                                  |

| 9 maja 2024 13:00 CET | Belgia U-17 | 0:1(0:0)Raport | Portugalia U-17 · 90+3' Florentino | Malmö IP, Malmö Widzów: 206 Sędzia: Lotta Vuorio |
|                       |             |                |                                    |                                                  |

| 9 maja 2024 15:30 CET | Hiszpania U-17 · Gómez 87' | 1:0(0:0)Raport | Polska U-17 | Klostergårdens IP, Lund Widzów: 341 Sędzia: Oxana Cruc |
|                       |                            |                |             |                                                        |

| 12 maja 2024 15:30 CET | Belgia U-17 | 0:5(0:0)Raport | Hiszpania U-17 · 69', 79' Cerrato · 84' Gómez · 87' Calo · 90+4' Segura | Klostergårdens IP, Lund Widzów: 316 Sędzia: Fabienne Michel |
|                        |             |                |                                                                         |                                                             |

| 12 maja 2024 15:30 CET | Portugalia U-17 · Valente 49' | 1:1(0:1)Raport | Polska U-17 · 13' Araśniewicz | Malmö IP, Malmö Widzów: 275 Sędzia: Michaela Pachtova |
|                        |                               |                |                               |                                                       |

## Faza pucharowa
W fazie pucharowej uczestniczą 4 zespoły, które awansowały z fazy grupowej. Rozegrane zostaną półfinały. Zwycięzcy o tytuł mistrzowski. W każdym ze spotkań fazy pucharowej mecz zakończony w regulaminowym czasie remisem musi być rozstrzygnięty poprzez serię rzutów karnych.
|  |                |                |                |                   |   |             |             |       |
|  | Półfinały      | Półfinały      | Półfinały      |                   |   | Finał       | Finał       | Finał |
|  | Półfinały      | Półfinały      | Półfinały      |                   |   | Finał       | Finał       | Finał |
|  | 15 maja, Malmö |                |                |                   |   |             |             |       |
|  |                |                |                |                   |   |             |             |       |
|  | Anglia U-17    | Anglia U-17    | 2              |                   |   |             |             |       |
|  | Anglia U-17    | Anglia U-17    | 2              | 18 maja, Malmö    |   |             |             |       |
|  | Polska U-17    | Polska U-17    | 0              |                   |   |             |             |       |
|  | Polska U-17    | Polska U-17    | 0              |                   |   | Anglia U-17 | Anglia U-17 | 0     |
|  | 15 maja, Lund  |                |                |                   |   | Anglia U-17 | Anglia U-17 | 0     |
|  |                |                | Hiszpania U-17 | Hiszpania U-17    | 4 |             |             |       |
|  | Hiszpania U-17 | Hiszpania U-17 | Hiszpania U-17 | Hiszpania U-17    | 4 | 6           |             |       |
|  | Hiszpania U-17 | Hiszpania U-17 |                |                   |   |             |             |       |
|  | Francja U-17   | Francja U-17   | 1              |                   |   |             |             |       |
|  | Francja U-17   | Francja U-17   | 1              | Mecz o 3. miejsce |   |             |             |       |
|  |                |                |                |                   |   |             |             |       |
|  | 18 maja, Lund  |                |                |                   |   |             |             |       |
|  |                |                |                |                   |   |             |             |       |
|  | Polska U-17    | Polska U-17    | 2(4)           |                   |   |             |             |       |
|  | Polska U-17    | Polska U-17    | 2(4)           |                   |   |             |             |       |
|  | Francja U-17   | Francja U-17   | 2(2)           |                   |   |             |             |       |
|  | Francja U-17   | Francja U-17   | 2(2)           |                   |   |             |             |       |

### Półfinały
| 15 maja 2024 15:30 CET | Hiszpania U-17 · Segura 3' · Gómez 6' · Calo 15', 28' · Cerrato 18', 31' | 6:1(6:0)Raport | Francja U-17 · 59' Abdourahim | Klostergårdens IP, Lund Widzów: 223 Sędzia: Cansu Tryak |
|                        |                                                                          |                |                               |                                                         |

| 15 maja 2024 18:30 CET | Anglia U-17 · Peacock 29' · Jones 34' | 2:0(2:0)Raport | Polska U-17 | Malmö IP, Malmö Widzów: 440 Sędzia: Deborah Anex |
|                        |                                       |                |             |                                                  |

### Mecz o 3. miejsce
| 18 maja 2024 13:00 CET                            | Polska U-17 · Związek 10' · Łapińska 80' | 2:2 k. 4:2(1:2)Raport           | Francja U-17 · 11', 40' Rouquet | Klostergårdens IP, Lund Widzów: 367 Sędzia: Martina Molinaro |
|                                                   |                                          |                                 |                                 |                                                              |
|                                                   |                                          | Rzuty karne                     |                                 |                                                              |
| Łapińska · Witek · Witkowska · Wyrwas · Piekarska |                                          | Gay · Ouazar · Rouquet · Chabod |                                 |                                                              |

### Finał
| 18 maja 2024 17:00 CET | Anglia U-17 | 0:4(0:2)Raport | Hiszpania U-17 · 41' Cerrato · 45+1' (sam.) Maltby · 59', 67' Segura | Malmö IP, Malmö Widzów: 1 093 Sędzia: Michaela Pachtova |
|                        |             |                |                                                                      |                                                         |

HISZPANIA

 PIĄTY TYTUŁ

## Strzelczynie
Gole zdobyte w seriach rzutów karnych nie są brane pod uwagę w klasyfikacji strzelczyń.

### 7 goli
- Alba Cerrato

### 5 goli
- Celia Segura

### 4 gole
- Rachael Adedini

### 3 gole
- Isabella Fisher
- Justine Rouquet
- Lua Calo
- Ainoa Gómez

### 2 gole
- Lola Brown
- Mymithye Bironien
- Oliwia Związek
- Felicia Schröder

### 1 gol
- Laila Harbert
- Vera Jones
- Omotara Junaid
- Jane Oboavwoduo
- Erica Parkinson
- Niamh Peacock
- Auryane Abdourahim
- Célia Chabod
- Anaïs Ebayilin
- Lina Gay
- Djenna Léna Tene
- Elle Ulstein
- Weronika Araśniewicz
- Oliwia Łapińska
- Mélanie Florentino
- Joana Valente
- Fabienne Bartholdson

### Gole samobójcze
- Rachel Maltby (dla  Hiszpanii)
- Alice Broman (dla  Norwegii)

## Klasyfikacja końcowa
| Miejsce                        | Reprezentacja   | Punkty | Bramki +/− | Bramki zdobyte |
| ------------------------------ | --------------- | ------ | ---------- | -------------- |
| Strefa medalowa                |                 |        |            |                |
| złoto                          | Hiszpania U-17  | 15     | +18        | 19             |
| srebro                         | Anglia U-17     | 12     | +6         | 11             |
| brąz                           | Polska U-17     | 7      | -2         | 4              |
| 4.                             | Francja U-17    | 6      | +3         | 14             |
| Wyeliminowane w fazie grupowej |                 |        |            |                |
| 5.                             | Portugalia U-17 | 4      | -2         | 2              |
| 6.                             | Norwegia U-17   | 3      | -9         | 2              |
| 7.                             | Szwecja U-17    | 0      | -7         | 3              |
| 8.                             | Belgia U-17     | 0      | -7         | 0              |

## Drużyny zakwalifikowane do Mistrzostw Świata U-17
W turnieju Mistrzostw Świata U-17 2024 na Dominikanie wezmą udział:
| Drużyna        | Sposób kwalifikacji             | Data kwalifikacji | Ostatni występ | Najlepszy wynik     |
| -------------- | ------------------------------- | ----------------- | -------------- | ------------------- |
| Hiszpania U-17 | Zwycięstwo w półfinale          | 15 maja 2024      | 2022           | Mistrz (2018, 2022) |
| Anglia U-17    | Zwycięstwo w półfinale          | 15 maja 2024      | 2016           | IV miejsce (2008)   |
| Polska U-17    | Zwycięstwo w meczu o 3. miejsce | 18 maja 2024      | debiutantki    | debiutantki         |